# Franki (województwo wielkopolskie)
Franki – wieś w Polsce położona w województwie wielkopolskim, w powiecie konińskim, w gminie Rychwał.
W latach 1975–1998 miejscowość administracyjnie należała do województwa konińskiego.